# Aarhus SK
Aarhus SK – funkcjonujący w latach 1903–2007 duński klub szachowy z siedzibą w Aarhus, czterokrotny mistrz kraju.

## Historia
Klub został założony w 1903 roku i był najstarszym klubem szachowym w Aarhus. Już w okolicach I wojny światowej był jednym z najsilniejszych klubów Danii. W 1964 roku zadebiutował w 1. division. Po spadku w 1972 roku, klub wrócił na najwyższy poziom rozgrywek 17 lat później. W 1991 roku szachiści klubu, w tym Erling Mortensen i Jens Ove Fries-Nielsen, zdobyli pierwszy tytuł mistrza kraju. Klub zdobywał jeszcze tytuły mistrzowskie w latach 1992, 1993 i 1995. W 2000 roku Aarhus SK zdobył wicemistrzostwo kraju, a rok później spadł z ligi. W 2002 roku klub wrócił do 1. division, zajmując w lidze trzecie miejsce. W 2004 roku nastąpił ponowny spadek. W czerwcu 2007 roku klub połączył się ze Skolernes SK, tworząc Aarhus SK/Skolerne.